# Европско првенство у атлетици у дворани 1976 — скок мотком за мушкарце
Такмичење у скоку мотком у мушкој конкуренцији на 7. Европском првенству у атлетици у дворани 1976. године одржано је 22. фебруара. на атлетском делу Олимпијске дворане у Минхену, (Западна Немачка).
Титулу европског првака освојену на Европском првенству у дворани 1975. у Катовицама бранио је Анти Калиомеки из Финске.

## Земље учеснице
Учествовала су 15 атлетичара из 15 земаља.
1. Грчка (1)
2. Западна Немачка (2)
3. Италија (1)
4. Пољска (3)
5. Финска (1)
6. Француска (3)
7. Совјетски Савез (1)
8. Шведска (1)

## Рекорди
Светски рекорди скока мотком 20. фебруара 1976.
| Рекорди пре почетка Европског првенства у дворани 1975. | Рекорди пре почетка Европског првенства у дворани 1975. | Рекорди пре почетка Европског првенства у дворани 1975. | Рекорди пре почетка Европског првенства у дворани 1975. | Рекорди пре почетка Европског првенства у дворани 1975. | Рекорди пре почетка Европског првенства у дворани 1975. |
| ------------------------------------------------------- | ------------------------------------------------------- | ------------------------------------------------------- | ------------------------------------------------------- | ------------------------------------------------------- | ------------------------------------------------------- |
| Светски рекорд                                          | Стив Смит                                               | САД                                                     | 5,59                                                    | Портланд, САД                                           | 21.априлр 1975.                                         |
| Европски рекорд                                         | Владислав Козакјевич                                    | Пољска                                                  | 5,57                                                    | Торонто, Канада                                         | 15. фебруар 1976.                                       |
| Рекорди европских првенстава                            | Волфганг Нордвиг                                        | Источна Немачка                                         | =5,40                                                   | Гренобл, Француска                                      | 12. март 1972.                                          |
| Рекорди европских првенстава                            | Ханс Лагерквист                                         | Шведска                                                 | =5,40                                                   | Гренобл, Француска                                      | 12. март 1972.                                          |
| Рекорди европских првенстава                            | Ренато Дионизи                                          | Италија                                                 | =5,40                                                   | Ротердам, Холандија                                     | 10. март 1973.                                          |
| Рекорди после завршеног Европског првенства 1975.       |                                                         |                                                         |                                                         |                                                         |                                                         |
| Рекорди европских првенстава                            | Јуриј Прохоренко                                        | Совјетски Савез                                         | 5,45                                                    | Минхен (Западна Немачка).                               | 21. фебруар 1976.                                       |

## Освајачи медаља
| Освајачи медаља  |                |                |  |  |  |  |
|                  |                |                |  |  |  |  |
|                  |                |                |  |  |  |  |
|                  |                |                |  |  |  |  |
| Јуриј Прохоренко | Анти Калиомеки | Ренато Дионизи |  |  |  |  |
| Совјетски Савез  | Финска         | Италија        |  |  |  |  |

## Резултати
Комплетни резултати скока мотком 1976. сајт Мајкка Рихтера.
| Пласман | Атлетичар           | Земља           | Резултат | Белешка |
| ------- | ------------------- | --------------- | -------- | ------- |
|         | Јуриј Прохоренко    | Совјетски Савез | 5,45     |         |
|         | Војћех Бућарски     | Пољска          | 5,40     |         |
|         | Ренато Дионизи      | Италија         | 5,30     |         |
| 4       | Günther Lohre       | Западна Немачка | 5.20     |         |
| 5       | Wolfgang Mohr       | Западна Немачка | 5.20     |         |
| 6       | François Tracanelli | Француска       | 5.10     |         |
| 7       | Dimitrios Kiteas    | Greece          | 5.10     |         |
| 8       | Wiesław Szkolnicki  | Poland          | 5.00     |         |
| 9       | Kjell Isaksson      | Шведска         | 5.00     |         |
| 10      | Romuald Murawski    | Poland          | 5.00     |         |
| 11      | Mariusz Klimczyk    | Poland          | 4.90     |         |

## Укупни биланс медаља у скоку мотком за мушкарце после 7. Европског првенства у дворани 1970—1976.
|    | Земља           | Злато | Сребро | Бронза | Укупно |
| -- | --------------- | ----- | ------ | ------ | ------ |
| 1. | Источна Немачка | 2     | 0      | 1      | 3      |
| 2. | Финска          | 1     | 2      | 1      | 4      |
| 3. | Пољска          | 1     | 1      | 1      | 3      |
| 4. | Совјетски Савез | 1     | 0      | 2      | 3      |
| 5. | Француска       | 1     | 0      | 1      | 2      |
| 5. | Италија         | 1     | 0      | 1      | 2      |
| 7, | Шведска         | 0     | 3      | 0      | 3      |
| 8, | Западна Немачка | 0     | 1      | 0      | 1      |
|    | Укупно {8}      | 7     | 7      | 7      | 21     |

|    | Атлетичар        | Земља           | Злато | Сребро | Бронза | Укупно |
| -- | ---------------- | --------------- | ----- | ------ | ------ | ------ |
| 1. | Волфганг Нордвиг | Источна Немачка | 2     | 0      | 1      | 3      |
| 2. | Анти Калиомеки   | Финска          | 1     | 1      | 1      | 3      |
| 3. | Ренато Дионизи   | Италија         | 1     | 0      | 1      | 2      |
| 4. | Ћел Исаксон      | Шведска         | 0     | 2      | 0      | 2      |